# 볼로트리돈
볼로트리돈(Bolotridon)은 상키노돈트류에 속하는 키노돈트 중 하나다.
볼로트리돈의 처음 학명은 1895년, 해리 실리에 의해서 트리볼로돈(Tribolodon)로 명명되었으나 1977년 브라이언 코드가 트리볼로돈이라는 학명을 어구전철로 뒤바꾸어 만들면서 현재의 볼로트리돈이라는 학명으로 불리게 되었다. 볼로트리돈의 화석은 남아공의 키노그나투스 집합 구역에서 발견되었다.